# Înnisipare
Înnisiparea reprezintă fenomenul de formare a unor depuneri de nisip prin sedimentare în anumite compartimente ale unei construcții sau instalații, de exemplu în fundul unui puț de apă sau unui rezervor.
Frecvent, înnisiparea se produce în interiorul coloanei drenului vertical ca urmare a antrenării nisipului din stratul acvifer.
Pentru a evita înnisiparea la intrarea într-un port maritim sau la gura unui fluviu care se varsă într-o mare fără maree, se construiește un dig care se numește jetelă.
În decursul istoriei, o serie de orașe au dispărut datorită înnisipării porturilor. De exemplu, Histria și-a pierdut supremația în urma scăderii activității comerciale prin înnisiparea lagunei Sinoe, și ulterior a fost părăsită.

## Îndepărtarea prin vânt
Împrăștierea nisipului are loc în zone uscate, în cea mai mare parte desert, datorită mișcării dunelor induse de vânt sau prin udarea destul de puțin a nisipului. Mai ales în furtunile de nisip din deserturi, cantități mari de nisip sunt transportate peste pământ și depozitate. Oazele din deșerturi sunt la fel de puțin protejate de silozuri ca și câmpurile și pășunile la margini.

## Legături externe
- „Înnisipare” la DEX online